# 九州鐵道 (1888年—1907年)
九州鐵道（日语：／ Kyūsyū Tetsudō */?）是日本一家曾存在於1888年至1907年之間的私營鐵路公司，經營目前鹿兒島本線、長崎本線、日豐本線、筑豐本線和其支線的部分路段。1906年，日本頒佈《鐵道國有法》，隔年九州鐵道被收歸國有，成為帝國鐵道廳的一部份。該公司位於北九州市門司区的舊建築於2003年成為九州鐵道紀念館。

## 概述
九州铁道是九州第一家开通铁路线的公司。 在日本鐵道開通後，採取日本鐵道「半官半民」的模式設立九州鐵道。1887年（明治20年），以松田和七郎等六人作为公司创始人成立了九州鐵道公司。 1888年九州鐵道获得政府批准，高桥新吉被任命为第一任社长， 赫爾曼·魯姆舍特爾等德国工程师受聘担任技术职务。
九州铁道的第一条线路于1889年开通，在博多站和千岁川临时停车场之间，成为后来鹿儿岛本线的一部分。 該線路上的博多、二日市、原田、田代、鸟栖等车站，自1889年设立至今仍存在。1891年現在長崎本線的鳥栖 - 佐賀間開業，1896年现在的鹿儿岛本线延长至八代。
1897年九州铁道通过与筑丰铁道的合并，收购了筑丰地区的运煤路线，由于筑丰煤田的煤炭运输表现强劲，自1899年起，货运收入持续超过客运收入。之后九州铁道通过新线建设，和整合、收购九州其他铁路公司，将线网络扩大到以北九州和西九州地区为中心的九州岛广大地区。
1906年在日俄戰爭衝擊下，鐵道國有化的呼聲提高，同年《鐵道國有法》頒布，九州鐵道被列入其中，并在1907年7月1日收歸國有。国有化后直到1909年进行国有铁道名称制定，今日鹿兒島本線、長崎本線等路线的名称才出现。

## 历史年表
- 1887年 - 公司开始组建
- 1888年6月27日 - 获得营业执照。[5]
- 1889年12月11日 - 九州第一条铁路在博多和千岁川临时停车场之间开通。[2]
- 1891年
  - 4月1日 - 向东延长至门司站（现门司港站）
  - 7月1日 - 向南延长至春日站（现熊本站）
  - 8月20日 - 現在长崎本线的鸟栖～佐贺区间开通
- 1896年11月21日 - 现在的鹿儿岛本线延长至八代站。
- 1897年10月1日 - 与筑丰铁道合并
- 1898年
  - 11月27日 - 佐世保线和大村线开通，鸟栖和长崎之间经由早岐站的线路全通。
  - 12月28日 - 收购合并伊万里铁道（日语：伊万里鉄道）。
- 1899年12月25日 - 宇土～三角区间开通，即今天的三角线。
- 1901年9月3日 - 与丰州铁道（日语：豊州鉄道）（初代）合并。
- 1902年2月23日 - 收购合并唐津铁道（日语：唐津鉄道）
- 1906年5月10日 - 在门司站和八代站，以及门司站和长崎站之间开通急行列車（免急行费），并宣传为“最大急行”。
- 1907年7月1日 - 根据《铁道国有法》收归国有，并由帝国铁道厅管辖。
- 1909年10月12日 - 根据國有鐵道名稱制定，制定“人吉本線” (現“鹿兒島本線”)等铁路线名称。

## 路線

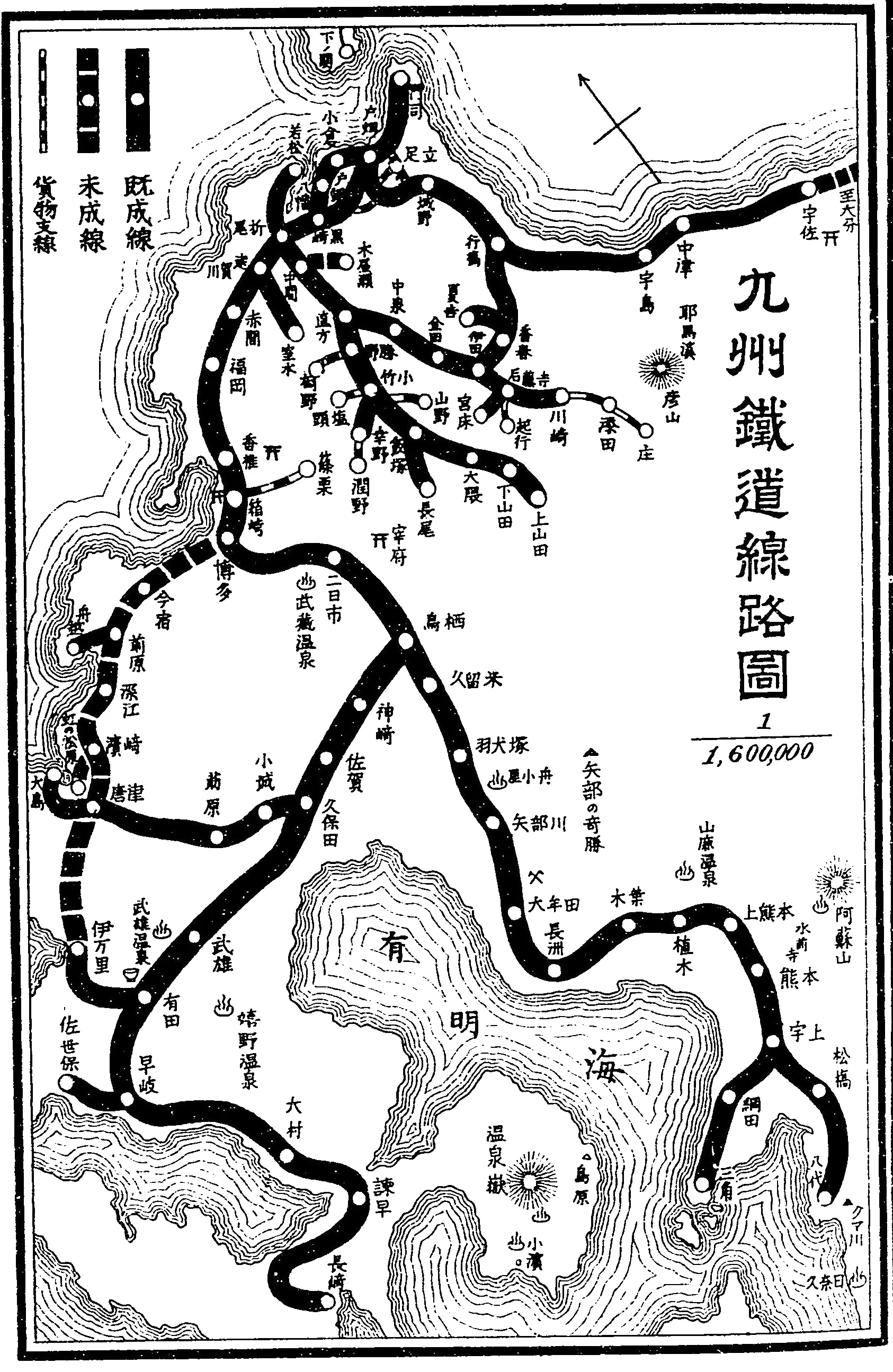
1906年九州鐵道路线图

### 鹿兒島線系統
国有化之後的鹿兒島本線，及相關支線。
- 門司 - 八代：

主線，今鹿兒島本線門司 - 八代區間，1896年全通。國有化後延伸至人吉站，被稱為“人吉本線”，1909年與今日肥薩線合稱鹿兒島本線。1927年改與經川内的川内線合稱鹿兒島本線。
- 小倉 - 大藏（日语：大蔵駅） - 黑崎：

1891年主線东延至门司時為主線一部分，1902年經戶畑的路線開通，運輸量下降。國有化後1908年與主線分離，之後被稱為大藏線，1911年廢線。
- 富野信号場 - 紫川聯絡所、足立軍用停車場 - 南篠崎聯絡所、北篠崎聯絡所 - 板櫃聯絡所：

為日俄战争而鋪設的軍用線，國有化後被稱為小仓里线，1911 -1916年間廢線。
- 吉塚 - 篠栗

現在篠栗線的西半段，1904年吉塚‐篠栗間全通。剩餘路段戰後1968年才開通。
- 宇土 - 三角

現在的三角線全区間。

### 長崎線系統
国有化之後的長崎本線，及相關支線。
- 鳥栖 - 長崎

主線，現在長崎本線鳥栖‐山口間、佐世保線山口‐早岐、大村線全線 (早岐‐諫早)，和長崎本線末端的諫早‐初代長崎（現浦上）。1891年首段鳥栖‐佐賀間開業，1898年諫早‐長與間開通後全通，1905年延長至現在長崎站，但站房直到國有化後1907年才建成啟用。1909年編為長崎本線，1934年長崎本線改為目前路徑，肥前山口 - 諫早成為今佐世保線、大村線一部分。
- 早岐 - 佐世保

現在佐世保線早岐 - 佐世保区間，因佐世保海軍鎮守府設置而建設，1898年開通。1934年長崎本線改為目前路徑，早岐 - 佐世保與肥前山口 - 早岐合併為今佐世保線。
- 久保田 - 西唐津 - 大島

唐津興業鐵道 (之後更名唐津铁道)鋪設，1898年唐津側的大島 - 山本開通，1902年延伸莇原，並與九州鐵道合併，1903年延伸至久保田站全通。國有化後稱為唐津線，西唐津‐大島區間於1982年廢止。
- 莇原 - 柚木原（日语：柚ノ木原駅）

唐津線的貨物支線，1903年開通，1967年廢線。
- 相知分岐点 - 相知

唐津線的貨物支線，1905年開通，1978年廢線。
- 有田 - 伊万里

伊万里铁道鋪設，1898年8月開業，但伊万里铁道無法償還建設資金，因此同年12月被九州鐵道收購。國有化後稱為「伊万里線」，1945年併入松浦線，1988年轉換成第三部門鐵道松浦鐵道營運，成為今日松浦鐵道西九州線的一部分。

### 日豐線系統
国有化之後的日豐本線，及相關支線。
- 小倉 - 宇佐[6]

現在日豐本線小倉 ‐ 柳浦區間，小倉‐行事間於1895年4月開通，8月丰州铁道行橋 ‐ 伊田 (現田川伊田站)開通，為接續丰州铁道路線，廢除行事站，改經行橋站。1897年延伸至長洲，隔年長洲站更名宇佐站，國有化後稱為豐州本線。
- 行橋 - 伊田 - 添田

現在平成筑豐鐵道田川線全線，和日田彥山線田川伊田 ‐ 西添田區間。為丰州铁道的本線，1895年行橋 - 伊田開通，日田彦山線部分1896年起陸續通車，1901年丰州铁道併入九州鐵道，1903年延伸至添田站（現西添田站）。
- 香春 - 夏吉

丰州铁道1899年在香春（現勾金站） - 夏吉間鋪設，1905年停止客運業務，1973年廢線。
- 川崎 - 第一大任（日语：第一大任駅）、川崎 - 第二大任（日语：第二大任駅）

九州鐵道1899年鋪設的貨物支線，前者於1974年廢線，後者於1970年廢線。
- 添田 - 

九州鐵道1904年在添田（現西添田站） - 庄站間鋪設的貨物支線，1943年廢線。
- 後藤寺 - 宮床 ‐ 豐國

現在平成筑豐鐵道糸田線田川後藤寺 - 糸田 - 豐國區間，丰州铁道於1897年開通，國有化後稱為宮床線。1943年與產業水泥鐵道金田 ‐ 糸田區間合併為糸田線，國鐵宮床站更名糸田站。1945年糸田 - 豐國區間廢線。
- 後藤寺 - 起行

丰州铁道1897年鋪設的貨物支線，1943年合併產業水泥鐵道赤坂 (現下鴨生站) - 起行間成為後藤寺線，起行站於1982年廢站。

### 筑豐線系統
- 若松 - 上山田、平恒分岐点 - 平恒

現在筑豐本線若松 - 飯塚，和已廢線的上山田線飯塚 - 上山田區間，由筑豐興業鐵道 (之後更名筑豐铁道)鋪設，1891年若松‐直方間開業，1895年延伸至臼井站。1897年筑丰铁道併入九州鐵道，1898年延伸至上山田站，並開通平恒分岐点 - 平恒間貨物支線。國有化後1909年命名為“筑豐本線”，1929年筑豐本線變更為目前路線，1939年平恒分岐点 - 平恒廢線，上山田線區間於1988年廢線。
- 飯塚 - 長尾

現在筑豐本線飯塚 - 桂川區間，九州鐵道於1901年鋪設。國有化後被稱為“長尾線”，1929年延伸至原田，編入筑豐本線。
- 小竹 - 鹽頭、飯塚 - 忠隈

九州鐵道鋪設的筑豐本線貨物支線，1945年廢線。
- 直方 - 伊田

現在的平成筑豐鐵道伊田線，直方‐金田由筑豐興業鐵道於1893年鋪設，剩餘路段於1899年由九州鐵道完成。
- 本洞分岐点 - 本洞（日语：本洞駅）

九州鐵道1899年鋪設的貨物支線，1922年廢線。
- 中泉 - 日燒、大城第一分岐点 - 大城第一、大城第二分岐点 - 大城第二、赤池分岐点 - 赤池、方城分岐点 - 方城、

九州鐵道鋪設的貨物支線，現階已廢線。
- 勝野 - 桐野、勝野 - 菅牟田

已廢線的宮田線全線，分別於1902、1904年作為貨物線開通，国有化後稱為「桐野線」，1912年勝野 - 桐野開始客運服務，1937年桐野站改名筑前宮田站，路線名也變更為宮田線，1989年全線廢線。
- 小竹 - 潤野、伊岐須分岐点 - 伊岐須、目尾分岐点 - 目尾

已廢線的幸袋線全線，小竹‐幸袋間由筑豐铁道於1894年鋪設，九州鐵道收購後，1899年延伸至潤野，1969年全線廢線。
- 芳雄 - 上三緒 - 山野

現在後藤寺線的西段，新飯塚 - 上三緒間，上三緒 - 山野間為貨物支線，1902年鋪設。1964年上三緒 - 山野間廢線。

## 相关文献
- 小野田滋; 板井幸市; 鶴英樹. . 土木史研究. 1995, 15: 269-281. doi:10.2208/journalhs1990.15.269.

## 外部连结
- 雑学の博物館 鹿児島本線（門司港〜鹿児島）